# Leiocephalus schreibersii
Leiocephalus schreibersii (еспаньйольська ігуана-крутихвіст) — вид ігуаноподібних ящірок родини Leiocephalidae. Мешкає в Гаїті і Домініканській Республіці. Вид названий на честь австрійського натураліста Карла Франца Антона фон Шрайберса.

## Підвиди
Виділяють два підвиди:
- Leiocephalus schreibersii schreibersii (Gravenhorst, 1837) — острів Гаїті;
- Leiocephalus schreibersii nesomorus Schwartz, 1968 — острів Тортуга.

## Поширення і екологія
Еспаньйольські ігуани-крутихвости поширені від основи півострова Тібурон на схід через долину Кюль-де-Сак до провінції Асуа в Домініканській Республіці. На Гаїті вид також зустрічається від Порт-о-Пренса до Гонаїва уздовж узбережжя затоки Гонав, в Атрибонітській долині, в околицях Енша та на острові Тортуга. У Домініканській Республіці вид зустрічається у долині Сібао та в провінції Монте-Крісті. Крім того, вид був інтродукований у Флориді. Еспаньйольські ігуани-крутихвости живуть в сухих колючих чагарникових і кактусових заростях, на висоті до 500 м над рівнем моря.